# Montes del Toura
Montes del Toura (en francés: Monts du Toura) también conocidas como las montañas de Toura, son una serie de montañas que se elevan a 1.300 metros de altitud, se extienden hacia el oeste a través del país africano de Costa de Marfil desde el río Sassandra a la frontera con Liberia y Guinea. El Monte Nimba, en el extremo occidental de la cordillera, llega a 1.752 metros.
El parque nacional Mont Sangbé, uno de los principales parques nacionales del país, con una superficie de 95.000 hectáreas, se encuentra totalmente dentro las montañas Toura (incluyendo 14 picos con más de 1000 m). El parque tiene una vegetación de sabana densa con poblaciones de elefantes, búfalos, jabalíes, antílopes y monos.